# The World at War (phim truyền hình)
The World at War (1973-74) là một bộ phim truyền hình tài liệu Anh gồm 26 tập nêu lên những sự kiện trong Thế Chiến Thứ Hai. Tại thời điểm hoàn thành năm 1973, nó là bộ phim có kinh phí lớn nhất (900,000 Bảng Anh). Bộ phim được sản xuất bởi Jeremy Isaacs, người đọc lời bình là Laurence Olivier và được soạn nhạc bởi Carl Davis. Cuốn sách, The World at War, của tác giả Mark Arnold-Forster và xuất bản năm 1973 đi cùng với bộ phim.
Kể từ lúc bộ phim hoàn thành, nó đã nhận được nhiều bình luận tích cực và là một bước ngoặt trong lịch sử truyền hình Anh. Sau khi nó được hoàn thành, Thế Chiến Thứ Hai vẫn còn nằm trong tâm trí của nhiều người, nhà sản xuất Jeremy Isaacs được coi là người tiên phong làm sống lại lịch sử nghiên cứu quân sự. Bộ phim tập trung vào những trận đánh lịch sử, làm thế nào để sống và chết ra sao trong suốt những năm chiến tranh xảy ra của binh sĩ, phi công, thủy thủ, người dân, những nạn nhân của chế độ độc tài và các tù nhân tại các trại tập trung.

## Tổng quan
The World at War, đã dùng những cuộn phim màu quý hiếm, được uỷ quyền bởi Thames Television năm 1969. Như vậy, nghiên cứu và sản xuất phải mất bốn năm hoàn thành 900,000 Bảng (tương đương 11,4 triệu Bảng vào năm 2009).) Vào thời điểm đó, đây là một mức kỷ lục về kinh phí đối với một bộ phim truyền hình Anh. Nó được phát sóng lần đầu tiên vào năm 1973 trên đài ITV.
Bộ phim phỏng vấn các thành viên chính của Đồng Minh và các chiến dịch chống phe Trục bao gồm các nhân chứng là người dân, binh sĩ, thủy thủ, phi công và các chính trị gia. Trong đó có Albert Speer, Karl Dönitz, Walter Warlimont, James Stewart, Bill Mauldin, W. Averell Harriman, Curtis LeMay, Lord Mountbatten của Miến Điện, Alger Hiss, Toshikazu Kase, Mitsuo Fuchida, Minoru Genda, JB Priestley, Brian Horrocks, John J. McCloy, Lawrence Durrell,Arthur Harris, Charles Sweeney, Paul Tibbets, Anthony Eden, Traudl Junge, Mark Clark, Adolf Galland, Hasso von Manteuffel, và nhà sử học Stephen Ambrose.
Trong phần phụ lục The Making of "The World at War" được đính kèm vào DVD, Jeremy Isaacs giải thích việc ưu tiên phỏng vấn các sĩ quan hậu cần còn sống và những người phụ tá thay vì số liệu ghi nhận. Những người khó khăn nhất khi xác định vị trí và thuyết phục phỏng vấn là trợ thủ của Heinrich Himmler, Karl Wolff. Trong suốt cuộc phỏng vấn, Wolff đã thừa nhận đã chứng kiến một sự thực thi với quy mô lớn có mặt Himmler. Isaacs bày tỏ hài lòng về nội dung của bộ phim, chú ý là nếu nó chưa được phân loại kiến thức tại thời điểm sản xuất, ông sẽ có thêm tài liệu tham khảo từ Bletchley Park.
Trong danh sách "100 phim truyền hình Anh xuất sắc nhất' của viện phim Anh năm 2000, được bình chọn từ các chuyên gia ngàng công nghiệp điện ảnh, The World At War đứng vị trí thứ 19.

## Lịch sử phát sóng
Bộ phim ban đầu được phát sóng trên kênh ITV ở Vương quốc Anh từ 31 tháng 10 năm 1973 đến 8 tháng 5 năm 1974 và sau đó là toàn thế giới. Nó được chiếu đầu tiên tại Mỹ vào năm 1975 trên đài PBS. WOR ở New York đã phát sóng bộ phim này vào giữa thập niên 70, mặc dù những tập phim đã bị chỉnh sửa cả về nội dung lẫn đồ hoạ. WGBH của PBS phát sóng các tập phim chưa được chỉnh sửa trong những năm tám mươi. Kênh DR2 ở Đan Mạch cũng phát sóng nó vào tháng 12 năm 2006 và năm 2007. History Channel ở Nhật Bản đã trình chiếu toàn bộ trong tháng 4 năm 2007 và chiếu lại vào tháng 8 năm 2011. Military History Channel ở Anh đã phát sóng bộ phim vào cuối tuần vào ngày 14 và 15 tháng 11 năm 2009. Military Channel ở Hoa Kỳ đã phát sóng nó vào tháng 1 năm 2010, và đã chiếu thường xuyên kể từ đó. Vào mùa hè năm 2010, BBC2 ở Anh phát lại bộ phim. Năm 2011, kênh Yesterday ở Anh lại bắt đầu chiếu nó.
Mỗi tập phim 52 phút không bao gồm quảng cáo, như là cách của ITV lúc đó cho các bộ phim tài liệu, nó chiếu với chỉ có một lần nghỉ ở giữa. Tập The Genocide đã được chiếu đi chiếu lại liên tục.
Bộ phim cũng được đưa vào 13 Laservision Longplay videodisks bởi Video Garant Amsterdam 1980, và bao gồm cả phụ đề tiếng Hà Lan cho thị trường truyền hình Hà Lan.

## Các tập phim
Bộ phim có 26 tập. Nhà sản xuất Jeremy Isaacs yêu cầu Noble Frankland, sau đó là Giám đốc Bảo tàng Chiến tranh Hoàng gia, liệt kê 15 chiến dịch chính của chiến tranh và dành một tập với nhau. Mười một tập phim còn lại dành cho các vấn đề khác, chẳng hạn như sự trỗi dậy của Đế chế Thứ Ba (Third Reich), cuộc sống của các gia đình ở Anh và Đức, kinh nghiệp nghề nghiệp ở Hà Lan, và tội ác chiến tranh (sự diệt chủng) của Đức Quốc xã. Tập đầu tiên mở đầu bằng một cuộc mô tả vụ ám sát tại ngôi làng Oradour-sur-Glane ở Pháp bởi lực lưởng Waffen SS. Cùng một sự kiện như thế được chiếu lần nữa vào cuối tập 26. Bộ phim kết thúc bằng cảnh Laurence Olivier thốt ra một từ sâu sắc mà ám ảnh, "Remember".
| #  | Tên                                                        | Original air date    |
| -- | ---------------------------------------------------------- | -------------------- |
| 1  | "A New Germany (1933–1939)"                                | 31 tháng 10 năm 1973 |
| 2  | "Distant War (September 1939 – May 1940)"                  | 7 tháng 11 năm 1973  |
| 3  | "France Falls (May – June 1940)"                           | 14 tháng 11 năm 1973 |
| 4  | "Alone (May 1940 – May 1941)"                              | 14 tháng 11 năm 1973 |
| 5  | "Barbarossa (June – December 1941)"                        | 21 tháng 11 năm 1973 |
| 6  | "Banzai!: Japan (1931–1942)"                               | 5 tháng 12 năm 1973  |
| 7  | "On Our Way: U.S.A. (1939–1942)"                           | 12 tháng 12 năm 1973 |
| 8  | "The Desert: North Africa (1940–1943)"                     | 19 tháng 12 năm 1973 |
| 9  | "Stalingrad (June 1942 – February 1943)"                   | 2 tháng 1 năm 1974   |
| 10 | "Wolf Pack: U-Boats in the Atlantic (1939–1944)"           | 9 tháng 1 năm 1974   |
| 11 | "Red Star: The Soviet Union (1941–1943)"                   | 16 tháng 1 năm 1974  |
| 12 | "Whirlwind: Bombing Germany (September 1939 – April 1944)" | 23 tháng 1 năm 1974  |
| 13 | "Tough Old Gut: Italy (November 1942 – June 1944)"         | 30 tháng 1 năm 1974  |
| 14 | "It's A Lovely Day Tomorrow: Burma (1942–1944)"            | 6 tháng 2 năm 1974   |
| 15 | "Home Fires: Britain (1940–1944)"                          | 13 tháng 2 năm 1974  |
| 16 | "Inside the Reich: Germany (1940–1944)"                    | 20 tháng 2 năm 1974  |
| 17 | "Morning (June – August 1944)"                             | 27 tháng 2 năm 1974  |
| 18 | "Occupation: Holland (1940–1944)"                          | 13 tháng 3 năm 1974  |
| 19 | "Pincers (August 1944 – March 1945)"                       | 20 tháng 3 năm 1974  |
| 20 | "Genocide (1941–1945)"                                     | 27 tháng 3 năm 1974  |
| 21 | "Nemesis: Germany (February – May 1945)"                   | 3 tháng 4 năm 1974   |
| 22 | "Japan (1941–1945)"                                        | 10 tháng 4 năm 1974  |
| 23 | "Pacific (February 1942 – July 1945)"                      | 17 tháng 4 năm 1974  |
| 24 | "The Bomb (February – September 1945)"                     | 24 tháng 4 năm 1974  |
| 25 | "Reckoning (April 1945)"                                   | 1 tháng 5 năm 1974   |
| 26 | "Remember"                                                 | 8 tháng 5 năm 1974   |

### Các tập bổ sung
Một số cảnh quay và các bài phỏng vấn không được đưa vào loạt phim gốc đã được đưa vào đoạn phim tài liệu một giờ hoặc nửa giờ bổ sung được đọc lời bỉnh bởi Eric Porter. Chúng được phát hành nhằm tăng tiền cho băng VHS và có trong phiên bản DVD của bộ phim, phát hành đầu tiên vào năm 2002.
1. Secretary to Hitler
2. Warrior - Reflections of Men at War (directed by Alan Afriat)
3. Hitler's Germany: The People's Community (1933–1939)
4. Hitler's Germany: Total War (1939–1945)
5. The Two Deaths of Adolf Hitler
6. The Final Solution: Part One
7. The Final Solution: Part Two
8. From War to Peace